# 病理学的検査
病理学的検査（びょうりがくてきけんさ）とは、病理学の手法を用いて行う検査のこと。病理学的検査は臨床検査技師等に関する法律第2条で定められた検体検査のひとつであり、病理標本作製や病変の判断を伴わない細胞等の顕微鏡検査を指す。
- 臨床検査技師等に関する法律施行規則第12条衛生検査所登録基準の別表第1に掲げられており、病理学的検査は微生物学的検査、血清学的検査、血液学的検査、生化学的検査とともに衛生検査所が医療機関から受託できる検体検査である[1]。
- 病理専門医等の医師・歯科医師が顕微鏡等で病理標本を観察して行う病理診断を指すこともある。

## 解説
2008年4月の診療報酬改定ではそれまで第3部検査にあった病理学的検査は第13部に移り名称も病理診断に変更された。現在の診療報酬点数表では病理学的検査の名称はない。
- 診療報酬点数表第13部病理診断は第1節病理標本作製料と第2節病理診断・判断料から構成されている。

主治医が患者に「病理検査の結果、腫瘍は良性でした」などという場合の病理検査は病理専門医等による病理組織学的検索、すなわち病理診断のことであり、病理技師による病理学的検査ではない。なお登録衛生検査所では病理学的検査報告書に病理診断名が記載されていることがあるが、診療報酬上では病理医による診断の意見であり、病理学的検査報告書に基づいて臨床医が判断していると解されている。病理診断書を検査所が発行することはできない。